# FKツァルスコ・セロ・ソフィア
FKツァルスコ・セロ・ソフィア（ФК Царско Село София）は、ブルガリアのソフィアをホームタウンとしていたサッカークラブ。2015年に創設されたフトボルナ・アカデミヤ・ツァルスコ・セロ（ブルガリア語: Футболна Академия Царско Село、英語: Football Academy Tsarsko Selo）の男子チームである。

## 歴史
ツァルスコ・セロは2015年夏にサッカーアカデミーとして創設された。スクールは2003年から2010年までに生まれた子供を募集した。男子チームも新しく創設され、CSKAソフィア元主将のトドル・ヤンチェフが監督に就任し、2015-16シーズンは4部のAリージョナルグループに参加した。
2015年12月、ツァルスコ・セロを所有するストイネ・マノロフがVグループ南西地域所属のFKソフィア2010を買収し、ヤンチェフが新監督に就任した。プロジェクトは4部リーグ所属のFKツァルスコ・セロと並行して進められた。ブルガリアサッカー連合の規則によりシーズン中にクラブ名を変更することはできなかったため、2015-16シーズン後半戦はソフィア2010の名前のままで参加し、シーズン終了後にツァルスコ・セロに改称された。
2016年にブルガリアリーグの再編が行われ、セカンドリーグのメンバーに選ばれた。同年8月6日に行われたセカンドリーグ第1節ボテフ・グルボヴォ戦でプロリーグデビューを果たした。
2022年、最終節のPFCロコモティフ・ソフィア戦に敗れ2部への降格が決定すると、直後にオーナーのストイネ・マノロフがクラブの解散を宣言した。

## タイトル

### 国内タイトル
- セカンドリーグ：1回
  - 2018-19

### 国際タイトル
- なし

## 過去の成績
| シーズン | ディビジョン     | ディビジョン | ディビジョン | ディビジョン | ディビジョン | ディビジョン | ディビジョン | ディビジョン | ディビジョン | カップ    |
| シーズン | リーグ           | 順位         | 試           | 勝           | 分           | 敗           | 得           | 失           | 点           | カップ    |
| -------- | ---------------- | ------------ | ------------ | ------------ | ------------ | ------------ | ------------ | ------------ | ------------ | --------- |
| 2016-17  | セカンドリーグ   | 5位          | 30           | 14           | 6            | 10           | 54           | 39           | 48           | 1回戦敗退 |
| 2017-18  | セカンドリーグ   | 3位          | 30           | 19           | 6            | 5            | 56           | 28           | 63           | 2回戦敗退 |
| 2018-19  | セカンドリーグ   | 1位          | 30           | 24           | 4            | 2            | 68           | 27           | 76           | 1回戦敗退 |
| 2019-20  | ファーストリーグ | 13位         | 31           | 9            | 4            | 18           | 27           | 50           | 31           | 1回戦敗退 |
| 2020-21  | ファーストリーグ | 9位          | 32           | 9            | 10           | 13           | 33           | 39           | 37           | 2回戦敗退 |
| 2021-22  | ファーストリーグ | 14位         | 32           | 5            | 11           | 16           | 22           | 38           | 26           | 1回戦敗退 |

## 歴代監督
- トドル・ヤンチェフ 2015, 2016
- ニコラ・スパソフ[12] 2016-2017
- ヴェセリン・ヴェリコフ[13] 2018
- リュボスラフ・ペネフ 2021, 2021-2022

## 歴代所属選手
- ジョニー・プラシド 2019-2021
- ルイス・ペドロ 2020-2021
- ヴァシル・ショポフ 2021
- アレン・ステバノヴィッチ 2021-2022
- アレッサンドロ・コッポラ 2022
- ニコライ・ニコラエフ 2022